# Monique Ric-Hansen
Monique Ric-Hansen (* 10. Juni 1971, geborene Monique Till) ist eine ehemalige südafrikanische Badmintonspielerin. 

## Karriere
Monique Ric-Hansen gewann erstmals 1995 die südafrikanische Meisterschaft im Damendoppel. Weitere Titel folgten 1996, 1998 und 1999. Im letztgenannten Jahr nahm sie an der Weltmeisterschaft teil, schied dort jedoch in der ersten Runde aus. Zuvor war sie 1998 bereits Afrikameisterin geworden.

## Sportliche Erfolge
| Saison | Veranstaltung                 | Disziplin   | Platz | Name                                  |
| ------ | ----------------------------- | ----------- | ----- | ------------------------------------- |
| 1995   | Südafrikanische Meisterschaft | Damendoppel | 1     | Linda Humphrey / Monique Till         |
| 1996   | Südafrikanische Meisterschaft | Damendoppel | 1     | Linda Montignies / Monique Till       |
| 1998   | Afrikameisterschaft           | Damendoppel | 1     | Monique Ric-Hansen / Lina Fourie      |
| 1998   | Südafrikanische Meisterschaft | Damendoppel | 1     | Linda Montignies / Monique Ric-Hansen |
| 1999   | Weltmeisterschaft             | Mixed       | 33    | Gavin Polmans / Monique Ric-Hansen    |
| 1999   | Südafrikanische Meisterschaft | Damendoppel | 1     | Linda Montignies / Monique Ric-Hansen |